# Władimir Jegorow (zapaśnik)
Władimir Jegorow (ros. Владимир Егоров; ur. 27 czerwca 1995) – rosyjski, a od 2017 roku macedoński zapaśnik startujący w stylu wolnym. Olimpijczyk z Paryża 2024, gdzie zajął piętnaste miejsce w kategorii do 57 kg. Ósmy na mistrzostwach świata w 2021 roku.
Złoty medalista mistrzostw Europy w 2022 i brązowy w 2019. Brązowy medalista igrzysk śródziemnomorskich w 2022. Siódmy na igrzyskach europejskich w 2019 roku.